# チエパン
チエパン（英語: thiepane）は化学式が (CH2)6S の有機化合物である。スルフィドを含む七員環複素環式化合物である。
ヘキサチアチエパン CH2S6 （17233-71-5 、融点90℃）など、様々な誘導体が知られている。レンチオニンは天然に存在する。